# Megapora ringens
Megapora ringens är en mossdjursart som först beskrevs av Busk 1856.  Megapora ringens ingår i släktet Megapora och familjen Calloporidae. Inga underarter finns listade i Catalogue of Life.